# Runnin’ Blue
A Runnin' Blue egy dal a The Doors együttes 1969-es The Soft Parade című albumáról, amely később kislemezen is megjelent. A kislemez B-oldalán a Do It című szám volt hallható. A dal 64. helyezést ért el a Billboard Hot 100 slágerlistán. A kórusrészt Jim Morrison és Robby Krieger közösen énekelte; ez volt az egyetlen alkalom Morrison halála előtt, hogy az együttes valamelyik tagja énekelt.
A dalt Otis Redding 1967 decemberében bekövetkezett halála ihlette. A dalszöveg egy részében fel is bukkan az énekes neve:
Poor Otis, dead and gone
Left me here to sing his song
Pretty little girl with the red dress on
Poor Otis, dead and gone

## Közreműködött

###### The Doors
- Jim Morrison – ének
- Ray Manzarek – billentyűs hangszerek[3]
- Robby Krieger – gitár, vokál
- John Densmore – dob[3]

###### Egyéb zenészek
- Harvey Brooks – basszusgitár[4]
- Paul Harris – zenekari feldolgozások[3]
- Reinol Andino – konga[3]
- Jimmy Buchanan – hegedű
- Jesse McReynolds – mandolin

## Helyezések
| Slágerlisták (1969) | Legjobb helyezés |
| ------------------- | ---------------- |
| Billboard Hot 100   | 64               |

## Külső hivatkozások
- MusicBrainz